# Epitrichius cupreipes
Epitrichius cupreipes är en skalbaggsart som beskrevs av Thierry Bourgoin 1915. Epitrichius cupreipes ingår i släktet Epitrichius och familjen Cetoniidae. Inga underarter finns listade i Catalogue of Life.